# Magrathea
Magrathea är en fiktiv planet som förekommer i boken och filmen Liftarens guide till galaxen.
På denna planet (eller snarare i ett hålrum inuti) finns en tillverkningsindustri där man tillverkar kundanpassade planeter som beställts av förmögna personer/livsformer i galaxen. Inom detta industrikomplex arbetar den berömde designern av kustlinjer Slartibartfast, som gjort Norges fjordar i ursprungsmodellen av jorden, men satts som ansvarig för att göra Afrika i "Jorden version 2".